# Winnipeg (Schiff, 1918)
Die Winnipeg war ein kombiniertes Fracht- und Passagierschiff, das durch den Transport von 2500 Flüchtlingen des Spanischen Bürgerkriegs von Frankreich nach Chile bekannt wurde.

## Geschichte und Beschreibung
Das Schiff lief am 24. April 1918 bei den Ateliers et Chantiers de France in Dunkerque mit dem Namen Jacques Cartier vom Stapel. Eigentümer war die französische Reederei Compagnie Générale Transatlantique (C.G.T.), die es von 1919 bis 1929 zunächst als Schulschiff für Kader der Handelsmarine einsetzte. 250 Schüler konnten auf seinen Fahrten lernen, Wetterbeobachtungen zu sammeln und zu übermitteln.
Die Jacques Cartier mit 9807 RT und einer Wasserverdrängung von 19.164 t war 143,3 m lang und 18,2 m breit. Sie hatte einen Tiefgang von 9,3 m; ihre beiden Dampfmaschinen leisteten 5400 PS, was ihr eine Höchstgeschwindigkeit von 13,5 kn verlieh.
Ab 1928 verkehrte sie, fortan als reines Handelsschiff der C.G.T., unter dem neuen Namen Winnipeg – der Name Jacques Cartier wurde an das nachfolgende Schulschiff weitergegeben. In jener Zeit war sie vorwiegend zwischen Marseille und Nordafrika auf dem Mittelmeer unterwegs. 1938 wurde sie an die Reederei France-Navigation verkauft und in Paimpol umgetauft. Ihre neue Aufgabe war, im Spanischen Bürgerkrieg die republikanische Seite mit Waffen und Gütern zu versorgen. Nach der Auflösung der France-Navigation kehrte sie 1939 zur C.G.T. zurück und wurde wieder als Winnipeg geführt.
Auf Initiative Pablo Nerudas hin wurde das Schiff gechartert, um spanische Emigranten nach Chile zu bringen, und entsprechend umgebaut. Am 4. August 1939 stach es vom Appontement de Trompeloup bei Bordeaux mit 2500 nach Frankreich geflohenen Gegnern Francos an Bord nach Valparaíso in See. Die Passagiere waren überwiegend Familien oder Angehörige von Berufen, die für die chilenische Seite von Interesse waren. Der Historiker David Schidlowsky und der Schriftsteller Ramón Chao sind der Auffassung, Neruda habe bei der Auswahl Kommunisten bevorzugt, jedoch nur wenige Anarchisten und Trotzkisten vermittelt. Bei der Rückkehr der Winnipeg nach Frankreich wurden die Seeleute wegen Meuterei festgenommen und mehrere Wochen lang inhaftiert. Infolge der Deutschen Besetzung Frankreichs im Zweiten Weltkrieg fuhr die Winnipeg ab 1940 unter der Flagge des Vichy-Regimes.
Am 26. Mai 1941 wurde sie auf dem Weg von Casablanca nach Guadeloupe vom niederländischen Kanonenboot Van Kinsbergen (U 93) im Karibischen Meer aufgebracht. Unter den 732 Passagieren befanden sich gleich acht jüdische Photographinnen und Photographen, die durch Vermittlung des von Varian Fry geleiteten Emergency Rescue Committee vor Internierung und Verfolgung gerettet wurden: der Belgier Charles Leirens, der französische Portraitphotograph ukrainisch-jüdischer Herkunft Boris Lipnitzky, die ungarische Tierphotographin Ylla (Camilla Henriette Koffler), die Deutschen Ilse Bing, Josef Breitenbach, Charlotte „Yolla“ Niclas-Sachs, Fred Stein sowie Simon Tannenwald. Das Schiff wurde nach Port of Spain auf der Insel Trinidad umgeleitet und anschließend der britischen Regierung unterstellt. Eigentümer wurde das Ministry of War Transport, das sie vermutlich als Winnipeg II an die Reederei Canadian Pacific Steamships weitergab. Am 22. Oktober 1942 wurde das Schiff auf dem Weg von Liverpool zum kanadischen Hafen Saint John auf der Position 49° 51′N, 27° 58′W vom deutschen Unterseeboot U 443 der 9. Unterseebootsflottille mit zwei Torpedos versenkt. Die 113-köpfige Mannschaft, die 10 Kanoniere und alle 68 Passagiere wurden von der kanadischen Korvette Morden gerettet.

## Rezeption
1969 thematisierte Pablo Neruda in seinem Gedicht El Winnipeg die Überfahrt der spanischen Flüchtlinge nach Chile. Der Roman Le bateau espagnol (Alternativtitel: L’Odyssée du Winnipeg) von Ramón Chao aus dem Jahr 2010 nimmt sich ebenfalls dieses Ereignisses an.